# Privremena oznaka u astronomiji
Privremena oznaka u astronomiji (eng. Provisional designation in astronomy), pravilo imenovanja koje se primjenjuje na nebeska tijela čim ih se otkrije. Privremenu oznaku obično istisne trajna oznaka kad se izračuna pouzdana orbita. U slučaju više od 900.000 malih planeta, približno trećina ostaje privremeno označena, jer su stotine tisuća otkrivene u zadnjim dvama desetljećima. Godišnji broj privremenih oznaka malih planeta koje je Centar malih planeta dodijelio od 1990. godine narastao je. Do svibnja 2019. dodijeljeno je ukupno 1,426.477 oznaka počevši od 1869. godine.

## Vanjske poveznice
- (eng.) New- And Old-Style Minor Planet Designations (Minor Planet Center)